# Toxorhina acanthobasis
Toxorhina acanthobasis là một loài ruồi trong họ Limoniidae. Chúng phân bố ở miền Australasia.